# Платт, Элинор

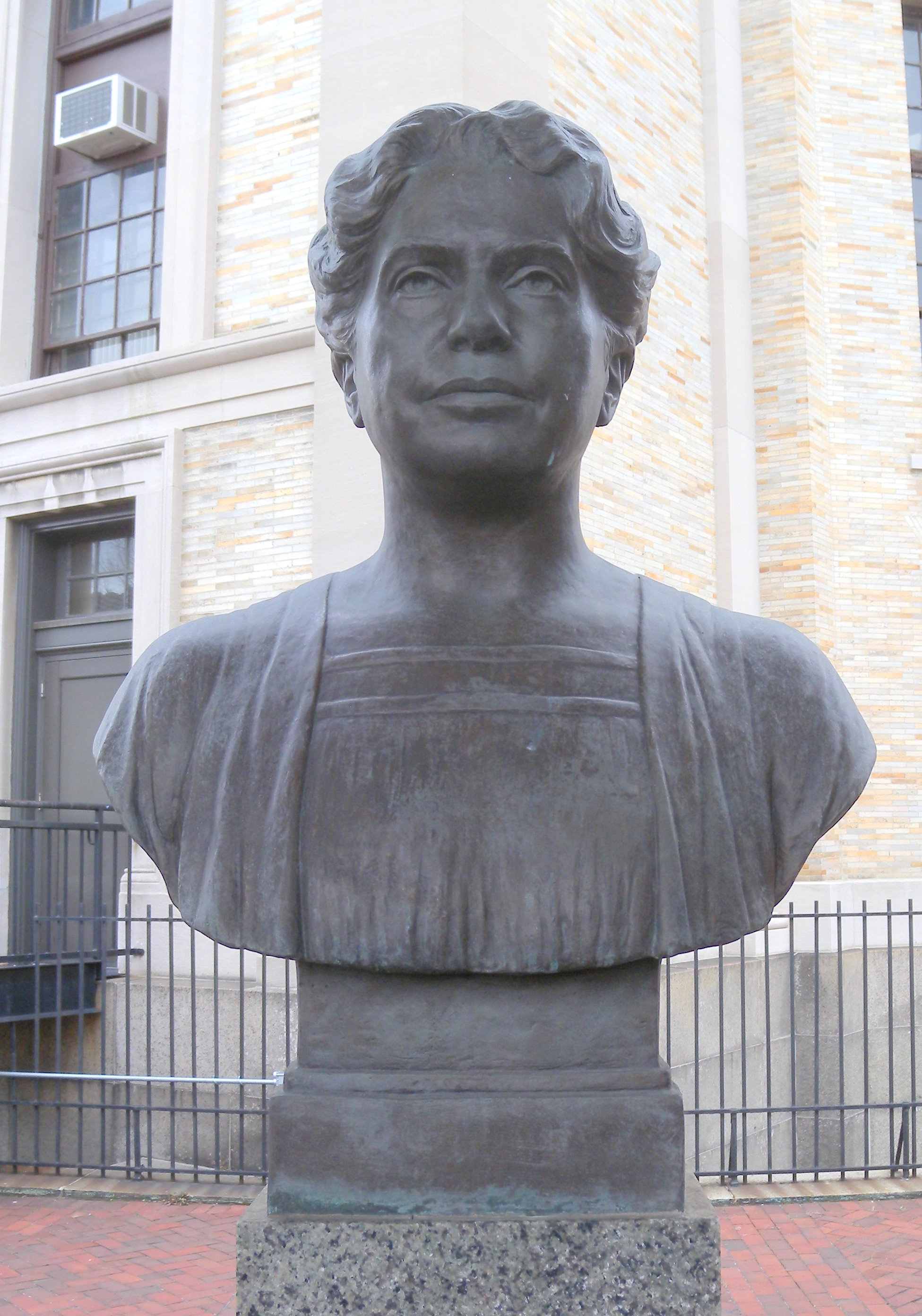
Бюст Лиллиан Уолд работы Элинор Платт

Элинор Платт (Плэтт) (англ. Eleanor Platt; 1910—1974) — американская женщина-скульптор; была специалистом в портретной скульптуре и выполнила ряд бюстов членов правительства, особенно судебной системы. Также выполнила медальоны известных граждан США.

## Биография
Родилась в 1910 году в Вудбридже, штат Нью-Джерси.
В 1929—1933 годах обучалась в Лиге студентов-художников Нью-Йорка и в школе New York Continuation School с 1933 по 1934 годы. Ученица скульптора Артура Ли.
В 1940 году получила приз Chaloner Prize, грант от Американской академии искусств и литературы в 1944 году и стипендию Гуггенхайма в 1945 году.
Платт была членом Национального общества скульпторов. В 1948 году стала ассоциативным членом, а в 1963 году — академиком Национальной академии дизайна. Её работы находятся в публичных и частных коллекциях США.

## Смерть
Элинор Платт была обнаружена мертвой 30 августа 1974 года в своем номере отеля «Park Plaza Hotel», расположенного в районе Манхеттена под названием Вест-Сайд. В некрологе, посвященному умершей было объявлено что Платт умерла от естественных причин. Однако 12 сентября того же года был арестован серийный убийца Кэлвин Джексон, который после ареста признался в совершении убийств 9 женщин, в том числе в совершении убийства Платт. В течение последующих дней, в целях проверки показаний Джексона, прокуратурой округа были проведены работы по эксгумации тел ряда жертв для проведения судебно-медицинских экспертиз. Несмотря на то, что в результате экспертизы признаков насильственной смерти Элинор Платт найдено не было, в конечном итоге она была включена в список его жертв и причиной её смерти было объявлено убийство